# Hollandsfed
Hollandsfed er en gade i Dragør mellem Von Ostensgade og Strandstræde.
Navnet er sammensat af landenavnet Holland og navneordet fed, der betyder en lav, fugtig strandeng.
Området er kendt for at være blevet befolket af hollændere (nederlændere) i 1500-tallet; de nederlandske bønder på Amager.
Ejendommen Hollandsfed 1 blev fredet i 1945.